# تايلور كيني
تايلور كيني (بالإنجليزية: Taylor Kinney)‏ (و. 1981  م) هو عارض فني ‏، وعارض، وممثل مسرحي، وممثل أفلام، وممثل تلفزي أمريكي، ولد في لانكستر.

## التعليم
تعلم في جامعة وست فرجينيا.

## وصلات خارجية
- تايلور كيني على موقع IMDb (الإنجليزية)
- تايلور كيني على موقع روتن توميتوز (الإنجليزية)
- تايلور كيني على موقع قاعدة بيانات الأفلام العربية
- تايلور كيني على موقع ألو سيني (الفرنسية)
- تايلور كيني على موقع أول موفي (الإنجليزية)
- تايلور كيني على موقع قاعدة بيانات الأفلام السويدية (السويدية)
- تايلور كيني على موقع إن إن دي بي (الإنجليزية)
- تايلور كيني على موقع قاعدة بيانات الفيلم (الإنجليزية)
- تايلور كيني على موقع كينوبويسك (الروسية)